# (1189) Терентия
(1189) Терентия (лат. Terentia) — астероид из группы главного пояса, принадлежащий к спектральному классу C. Он был открыт 17 сентября 1930 года в Симеизской обсерватории русским (советским) астрономом Григорием Неуйминым. Назван в память умершей сотрудницы обсерватории Лидии Ивановны Терентьевой (1879—1933). Название было предложено научным составом Симеизской обсерватории. Свой полный оборот вокруг Солнца астероид совершает за 5,02 юлианских года.

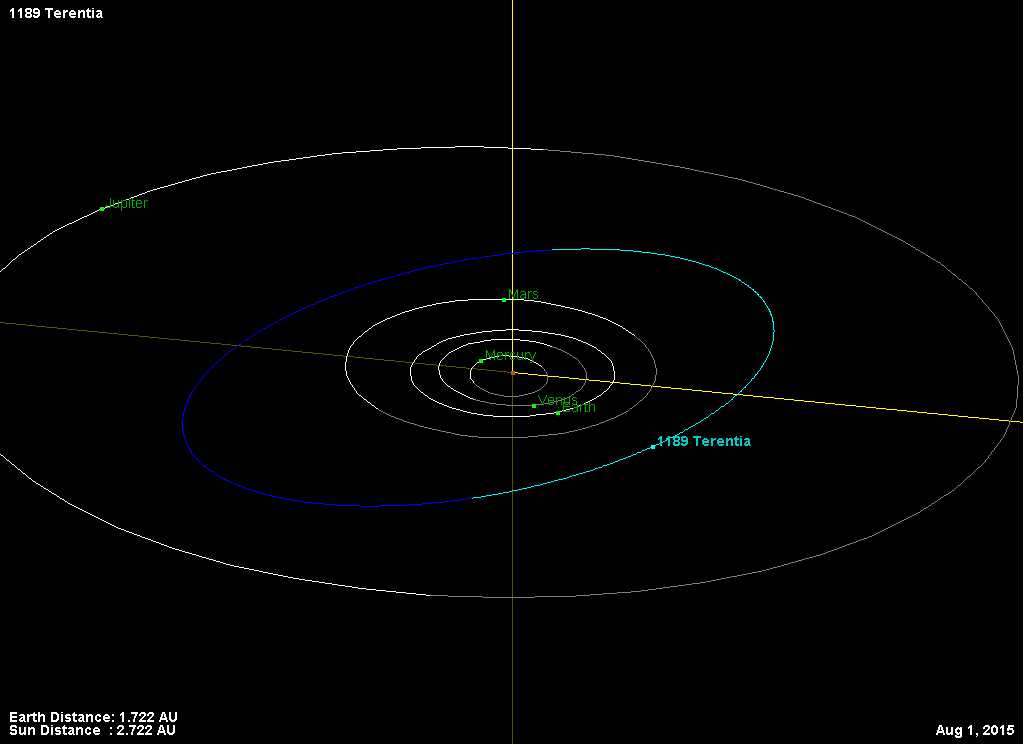
Орбита астероида Терентия и его положение в Солнечной системе